# Sonne in der Westentasche

Boehm’s „Sonne in der Westentasche“, Außenansicht

Boehm’s „Sonne in der Westentasche“, Innenansicht, einsatzbereit

Die Sonne in der Westentasche war ein Fotozubehör der Boehm-Werke (Berlin) für Kunstlichtaufnahmen zu Anfang des 20. Jahrhunderts. Es ist eine Vorrichtung zum Abbrennen eines Magnesiumbands und gilt als Vorläufer des modernen Blitzlichts.
In einem aufklappbaren Behälter von der Größe eines Zigarettenetuis aus Blech befand sich eine Rolle für das Magnesiumband, ein mit dem Daumen zu betätigendes Transportrad und eine „Blechtülle“, aus dem eine gewünschte Länge des Bandes heraustransportiert werden konnte. Die Tülle war zum Transport in das Gehäuse eingeklappt und sprang unter Federlast beim Öffnen hervor.
Zum Einsatz wurde das herausschauende Band nach Öffnen des Kameraverschlusses entzündet. Die Brenndauer und die damit erfolgende Belichtung ergab sich aus der Länge des Bandes, das aus der Tülle ragte.